# Expeditie Robinson 2000
Expeditie Robinson 2000 is het eerste seizoen van Expeditie Robinson. Het seizoen heeft 14 afleveringen. Ernst-Paul Hasselbach en Désiré Naessens waren de presentatoren. De kandidaten waren: Karin Lindenhovius, Eva Willems, Melvin Pigot, Sascha Carrilho, Tommy Vuylsteke, Veronique de Pryker, Sander Herbers, Muriëlle van den Hurk, Kris Zientala, Jan Dewaegheneire, Lisa Portengen, Ron Noorlander, Harry Van Heuckelom, Carine Spruyt, Dennis van de Boer en Nele Degroote.

## Synopsis
De zes afgevallen kandidaten van na de samensmelting mochten stemmen op de twee finalisten. De laatste Eilandraad werd op het eiland zelf gehouden. Karin (Nederland) won van Eva (België) met 5-3.

## Kandidaten
| Nr. | Naam                  | Week 1 | Week 2 | Week 3 | Week 4 | Week 5 | Week 6 | Week 7 | Week 8 | Week 9 | Week 10 | Week 11 | Week 12 | Week 13 | Week 14 | Opmerking                                              |
| --- | --------------------- | ------ | ------ | ------ | ------ | ------ | ------ | ------ | ------ | ------ | ------- | ------- | ------- | ------- | ------- | ------------------------------------------------------ |
| 1   | Karin Lindenhovius    |        |        |        |        |        |        |        |        |        |         |         |         |         |         | finalist, winnaar € 50.000                             |
| 2   | Eva Willems           |        |        |        |        |        |        |        |        |        |         |         |         |         |         | finalist, tweede                                       |
| 3   | Melvin Pigot          |        |        |        |        |        |        |        |        |        |         |         |         |         |         | afgevallen, derde                                      |
| 4   | Sascha Carillho       |        |        |        |        |        |        |        |        |        |         |         |         |         |         | afgevallen, vierde                                     |
| 5   | Tommy Vuylsteke       |        |        |        |        |        |        |        |        |        |         |         |         |         |         | weggestemd, vijfde                                     |
| 6   | Veronique de Pryker   |        |        |        |        |        |        |        |        |        |         |         |         |         |         | weggestemd, zesde                                      |
| 7   | Sander Herbers        |        |        |        |        |        |        |        |        |        |         |         |         |         |         | weggestemd, zevende                                    |
| 8   | Muriëlle van den Hurk |        |        |        |        |        |        |        |        |        |         |         |         |         |         | weggestemd, achtste                                    |
| 9   | Kris Zientala         |        |        |        |        |        |        |        |        |        |         |         |         |         |         | weggestemd, negende                                    |
| 10  | Jan Dewaegheneire     |        |        |        |        |        |        |        |        |        |         |         |         |         |         | weggestemd (heimwee), tiende                           |
| 11  | Lisa Portengen        |        |        |        |        |        |        |        |        |        |         |         |         |         |         | weggestemd, elfde                                      |
| 12  | Ron Noorlander        |        |        |        |        |        |        |        |        |        |         |         |         |         |         | weggestemd, twaalfde                                   |
| 13  | Harry Van Heuckelom   |        |        |        |        |        |        |        |        |        |         |         |         |         |         | weggestemd (eigen verzoek, fysiek uitgeput), dertiende |
| 14  | Carine Spruyt         |        |        |        |        |        |        |        |        |        |         |         |         |         |         | weggestemd, veertiende                                 |
| 15  | Dennis van de Boer    |        |        |        |        |        |        |        |        |        |         |         |         |         |         | weggestemd, vijftiende                                 |
| 16  | Nele Degroote         |        |        |        |        |        |        |        |        |        |         |         |         |         |         | weggestemd, zestiende                                  |

Legenda:
 Kandidaat is nog in het spel
 Kandidaat moest deze aflevering het spel verlaten.
 Kandidaat uit het spel